# Солинарка
Солинарка (Aphanius fasciatus) је врста риба зракоперки из реда Cyprinodontiformes и фамилије Cyprinodontidae.

## Угроженост
Ова врста је наведена као последња брига, јер има широко распрострањење и честа је врста.

## Распрострањење
Ареал врсте Aphanius fasciatus обухвата већи број држава. 
Врста је присутна у следећим државама: Италија, Грчка, Турска, Египат, Либија, Алжир, Босна и Херцеговина, Француска, Албанија, Црна Гора, Словенија, Кипар, Хрватска, Малта, Тунис, Либан и Сирија. Вештачки је уведена у Шпанији, а порекло примерака у Мароку је несигурно.

## Станиште
Станиште врсте су слатководне, бочате и слане воде, углавном лагуне. Често се среће у базенима солана. Солинарка може краће време да поднесе и салинитете преко 250%, па се може наћи и у базенима у којима већ долази до кристализације соли.